# Bert och Boysen
Bert och Boysen är en ungdomsroman i dagboksform av de svenska författarna Anders Jacobsson och Sören Olsson. Boken utkom 1996 och handlar om Bert Ljung från 27 augusti till 6 november under det kalenderår han fyller 12 och börjat höstterminen i 6:an. Boken handlar om en tid i Berts liv som tidigare inte skildrats. Författarna delade upp bokskrivandet ganska mycket, och satt och skrev var för sig.

## Bokomslag
Bokomslaget visar gänget som står på en skolgård.

## Handling
Bert börjar 6:an, och är näst äldst i klassen efter Lisa och hans kompisar startar gänget Becka Boysen, "Sveriges farligaste liga", för att styra godishandeln i kvarteret. De är inspirerade av diverse våldsamma videofilmer, och alla påstår sig ha mord som specialitet. Gänget får konkurrens av flera nybildade gäng, som Salt- och pepparligan, som vilka skär upp sår och häller i salt och syr igen utan bedövning.
Bert är tillsammans med Nadja, men ibland är Nadja mer intresserad av sin fiol än Bert, och en gång svarar någon helt annan då Bert ringer. Bert undrar vad hon har för sig med Rasmus, en kille som hon spelar musik tillsammans med.
Berts mormor träffar en ny karl som heter Henry, och familjen Ljungs bil pajar, och Kobåj-Kurt dyker upp i slutet av flera kapitel.

### Fotnoter
1. ↑  ”Bert och Boysen” (på engelska). Worldcat. 11 mars 1996. https://www.worldcat.org/title/bert-och-boysen/oclc/186099552&referer=brief_results. Läst 29 mars 2015.